# پل بولز
پل بولز (انگلیسی: Paul Bowles; ۳۰ دسامبر ۱۹۱۰ – ۱۸ نوامبر ۱۹۹۹) آهنگساز، نویسنده و مترجم اهل ایالات متحده آمریکا بود.